# Kleine witkeelmonarch
De kleine witkeelmonarch (Myiagra nana) is een zangvogel uit de familie Monarchidae (Monarchen).

## Verspreiding en leefgebied
Deze soort komt voor in het zuidelijk-centraal Nieuw-Guinea en noordelijk Australië.

## Status
De grootte van de populatie is niet gekwantificeerd maar de soort wordt omschreven als plaatselijk vrij algemeen. Op de Rode lijst van de IUCN heeft deze soort de status niet bedreigd.